# 徐来 (演员)
徐来（1909年—1973年4月4日），原名徐小妹，又名徐洁凤。生于上海。民国初年时期電影女演员。唐生明夫人。

## 生平
1909年出生于上海。祖籍浙江绍兴。她出生于上海的一个普通商人家庭，父亲在曾在南市老城厢里经营一家秤店。但家中贫困潦倒，于是她曾经去做过蛋厂的女工。在上小学时，她就极其喜欢唱歌和跳舞。于是在18岁那年（1927年）她报考了由黎锦晖创办的中华歌舞专修学校。1928年，黎锦晖创办中华歌舞团，她成为歌舞团的演员。1929年与黎锦晖结婚。后被明星影片公司负责人之一的周剑云看中。1933年，徐来被聘请加入了明星公司。曾先后拍摄《华山艳史》、《路柳墙花》、《到西北去》等影片，被人们称为“东方标准美人”。

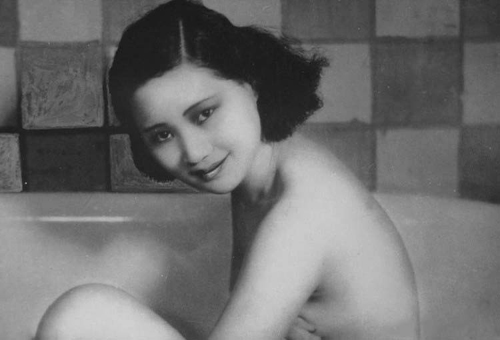
《残春》是中國電影首次出現女性沐浴鏡頭

1933年，徐来主演了无声电影《残春》，因此片而一举成名，1935年，“影后”阮玲玉自杀身亡，这件事情给她带来了很大的刺激，她曾感叹道：“一个有了顶高地位的艺人，她的结局竟是这样，自己也不高兴再干电影了！”于是在主演了电影《船家女》后，她便退出了影坛。此后，经杜月笙的介绍，她结识了国民党中将唐生明，不久后与黎锦晖离婚。
1935年的电影《船家女》是徐来的又一代表作，是导演沈西苓根据自己在西湖畔的所见所闻而演绎而成的，她在片中饰演“阿玲”，由于感情丰富，表演到位，该片受到了舆论和观众的热烈欢迎。
和唐生明结婚后，两人生育了4个子女。1949年，受局势的影响，唐生明夫妇迁居香港，1956年，又举家迁回了北京定居。共產黨發動文革后，唐生明夫妇受到了批斗，由于徐来在当演员时和当时的女演员藍蘋（江青）多有共事，不久后两人便被投入了监狱，1973年4月4日，徐来被折磨致死。

## 电影作品

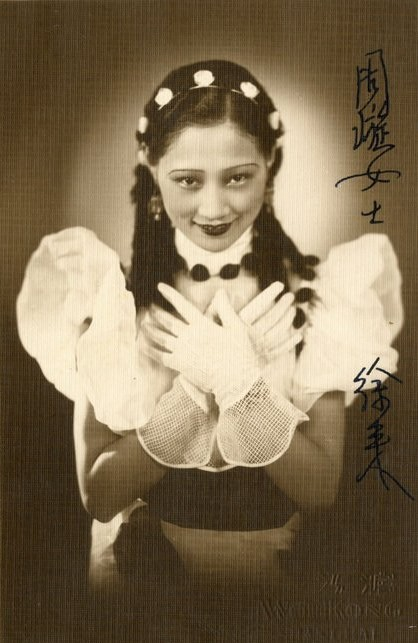
徐来赠予周璇的签名照

- 《泰山鸿毛》（1933）
- 《残春》（1933）
- 《女儿经》（1934）
- 《路柳墙花》（1934）
- 《到西北去》（1934）
- 《华山艳史》（1934）
- 《落花时节》（1935）
- 《船家女》（1935）